# Quiverfull-Bewegung
Die Quiverfull-Bewegung ist eine soziale Bewegung unter konservativen protestantischen Paaren. Sie hat ihre meisten Anhänger in den USA. Die Bewegung vertritt die Meinung, dass Kinder ein Geschenk Gottes seien. Die natürliche Rolle der Frau sei die der Hausfrau und Mutter. Anhänger der Bewegung lehnen jegliche Formen der Geburtenkontrolle ab. Auch die natürliche Familienplanung wird von ihnen abgelehnt.

## Entstehen der Bewegung
Eine wichtige Rolle spielte das Buch The Way Home: Beyond Feminism, Back to Reality von Mary Pride aus dem Jahre 1985. Sie beschreibt darin ihre Wandlung von einer Feministin zur christlichen Hausfrau und Mutter und vertritt die Meinung, dass es die von Gott gewollte Rolle der Frau sei, dem Mann untergeben zu sein und Kinder zu gebären. Die Bibel verlange diesen Lebensstil von allen christlichen Frauen. Viele jedoch seien durch den Feminismus „verhetzt“ worden und hätten sich einem gottlosen Lebenswandel hingegeben. Geburtenkontrolle wird von Pride abgelehnt; sie argumentiert mit Bibelstellen, um ihre Thesen zu belegen.

## Name der Bewegung
Der Name der Bewegung leitet sich von der englischen Übersetzung einer Bibelstelle aus dem alten Testament ab (Ps 127, 3-5):
Lo, children are an heritage of the LORD:
and the fruit of the womb is his reward.
As arrows are in the hand of a mighty man;
so are children of the youth.
Happy is the man that hath his quiver full of them:
they shall not be ashamed,
but they shall speak with the enemies in the gate
Hier wird Nachkommenschaft also mit Pfeilen in einem Köcher (engl. „quiver“) verglichen.

## Wachstum der Bewegung
Prides Buch The Way Home: Beyond Feminism, Back to Reality wurde in Kreisen christlicher Frauen diskutiert. Pastoren nahmen Prides Ideen für ihre Predigten auf, und es erschienen einige kleine Bücher zum Thema. Schließlich begann die Bewegung sich auch im Internet zu verbreiten. Es entstanden Mailinglisten, Websites und der Quiverfull Digest.
Die Quiverfull-Bewegung hatte einen polarisierenden Effekt auf die amerikanischen Christen. Einige stimmen mit den Zielen der Bewegung überein, andere widersprechen heftig.

## Mission
Ziel der Bewegung ist es auch, möglichst viele Kinder für Gott aufzuziehen. Man hofft so dazu beizutragen, dass das Christentum in der Welt verbreitet wird. Mitglieder der Bewegung sehen ihre Kinder als Soldaten Gottes. Sie machen sich Gedanken um die fallenden Geburtenraten in christlichen Ländern. Kathryn Joyce vermutet bei einigen Quiverfull-Anhängern eine rassistische Motivation.